# 欧仁·米特鲁泽
欧仁·米特鲁泽（Eugène Mittelhauser，1873年8月7日—1949年12月19日）是一位法军将军，曾在1921至1925年间领导法国驻捷克斯洛伐克军事代表团，亦曾担任捷克斯洛伐克武装力量第二任总参谋长。

## 生平
1894年，米特鲁泽毕业于圣西尔军校，之後加入法国陆军。他曾跟随第2步枪团在突尼斯服役。1899至1901年间，他在巴黎的高等战争学校进修。在1900年代，他曾在阿尔及利亚和摩洛哥服役。1913年，米特鲁泽成为第3步枪团第7营营长。1915年，他成为了第60步兵团团长。一战期间，他曾两度负重伤。1918年6月，他成为第36师师长。1919年2月，他被委派到法国驻捷克斯洛伐克军事代表团任职。在1921年1月到1925年12月30日期间，他还曾担任捷克斯洛伐克武装力量总参谋长。1940年6月，他被任命为驻叙利亚和黎巴嫩法军司令官。起初他曾和英国人协作，但后来他奉法政府之命，加入了维希法国。